# محمدامین حاج‌محمدی
محمدامین حاج‌محمدی (زاده ۵ بهمن ۱۳۶۹ - تهران) بازیکن فوتبال اهل ایران است که در پست مدافع میانی بازی می کرد.وی سابقه عضویت در تیم‌های سایپا، نفت تهران، ملوان، استقلال تهران، ماشین‌سازی و گسترش فولاد را در کارنامه دارد.

## لیگ قهرمانان آسیا
امین حاج‌محمدی، در فصل ۹۴–۹۳ توانست در لیگ قهرمانان آسیا به همراه تیم نفت تهران به جمع هشت تیم برتر آسیا صعود کند.

## تیم ملی بزرگسالان
محمدامین حاج‌محمدی پس از درخشش در تیم نفت تهران، در ۲۶ اردیبهشت ۹۴ توسط کارلوس کی‌روش به تیم ملی بزرگسالان دعوت شد.